# Sihl
Sihl – rzeka w Szwajcarii. Ma źródło w kantonie Schwyz, gdzie koło Einsiedeln przepływa przez Sihlsee – największe sztuczne jezioro Szwajcarii (11 km²). Za Schindellegi wpływa na teren kantonu Zurych i na odcinku między Hütten a Sihlbrugg stanowi granicę między kantonami Zurych a Zug. W Zurychu-Brunau rzeka wpływa pod drogę ekspresową, od Sihlhölzli płynie znów na powierzchni, aby w okolicach dworca głównego, przy Landesmuseum wpaść do rzeki Limmat po 73 km od źródła.